# 新克鲁奇宁斯基
新克鲁奇宁斯基（羅馬化：Novokruchininskiy）是俄罗斯外贝加尔边疆区的市级镇，属赤塔区，位于音果达河左岸，在区行政中心及边疆区首府赤塔东南方。
该地2021年人口有10,075人；2010年人口10,166；2002年人口9,817；1989年人口11,070。